# مهتاب پارسامهر
مهتاب پارسامهر (زاده ۱ اسفند ۱۳۶۷ در تهران) کماندار ایرانی در رشتهٔ کمان compound است. او از اعضای باسابقهٔ تیم ملی تیراندازی با کمان ایران بوده و از جمله پرافتخارترین بانوان این رشته به‌شمار می‌رود.
پارسامهر نخستین بار در سال ۲۰۱۰ به عضویت تیم ملی ایران درآمد و طی بیش از یک دهه فعالیت حرفه‌ای، در رقابت‌های جهانی، آسیایی و بین‌المللی خوش درخشید. او در سال ۲۰۱۱ با کسب مدال طلا انفرادی در مسابقات World Cupو نقره تیمی در مسابقات قهرمانی جهان در ایتالیا به یکی از چهره‌های برجستهٔ ورزش ایران تبدیل شد. بالاترین رتبهٔ جهانی او در رنکینگ جهانی فدراسیون جهانی تیراندازی با کمان (World Archery) رتبهٔ سوم جهان در بخش انفرادی زنان با کمان compound بوده‌است که تا آوریل ۲۰۱۲ حفظ شد.

## زندگی‌نامه
مهتاب پارسامهر در ۱ اسفند ۱۳۶۷ در تهران زاده شد. او تیراندازی با کمان را در سن ۱۸ سالگی آغاز کرد. وی پس از ۱ سال اولین مدال خود را در مسابقات قهرمانی داخل سالن ایران به دست آورد و به تیم ملی تیراندازی با کمان ایران دعوت شد. او در اولین مسابقات بین‌المللی خود در بازی‌های آسیایی داخل سالن ۲۰۰۹ در هانوی ویتنام ۲ مدال گرفت.